# Guadalupe, Puebla kommun
Guadalupe är en ort i Mexiko.   Den ligger i kommunen Puebla och delstaten Puebla, i den sydöstra delen av landet, 110 km sydost om huvudstaden Mexico City. Guadalupe ligger 2 125 meter över havet och antalet invånare är 579.
Terrängen runt Guadalupe är platt åt sydväst, men åt nordost är den kuperad. Runt Guadalupe är det mycket tätbefolkat, med 2 614 invånare per kvadratkilometer. Närmaste större samhälle är Puebla de Zaragoza, 10,3 km nordväst om Guadalupe. Trakten runt Guadalupe består till största delen av jordbruksmark.